# Асеншен (приход)
Асе́ншен (англ. Ascension Parish) или Асансьо́н (фр. Paroisse de l'Ascension) — приход штата Луизиана, США. Официально образован в 1807 году. По состоянию на 2013 год, численность населения составляла 114 393 человека.

## География
По данным Бюро переписи США, общая площадь прихода равняется 784,771 км2, из которых 751,101 км2 — суша, и 33,670 км2, или 3,750 %, — это водоёмы.

## Население
По данным переписи населения 2000 года на территории прихода проживает 76 627 жителей в составе 26 691 домашних хозяйства и 20 792 семей. Плотность населения составляет 101,00 человек на км2. На территории прихода насчитывается 29 172 жилых строения, при плотности застройки около 39,00-ти строений на км2. Расовый состав населения: белые — 77,39 %, афроамериканцы — 20,28 %, коренные американцы (индейцы) — 0,27 %, азиаты — 0,34 %, гавайцы — 0,02 %, представители других рас — 0,99 %, представители двух или более рас — 0,70 %. Испаноязычные составляли 2,46 % населения независимо от расы.
В составе 42,50 % из общего числа домашних хозяйств проживают дети в возрасте до 18 лет, 60,10 % домашних хозяйств представляют собой супружеские пары, проживающие вместе, 13,30 % домашних хозяйств представляют собой одиноких женщин без супруга, 22,10 % домашних хозяйств не имеют отношения к семьям, 18,30 % домашних хозяйств состоят из одного человека, 5,90 % домашних хозяйств состоят из престарелых (65 лет и старше), проживающих в одиночестве. Средний размер домашнего хозяйства составляет 2,85 человека, и средний размер семьи 3,25 человека.
Возрастной состав прихода: 30,10 % — моложе 18 лет, 9,50 % — от 18 до 24, 32,60 % — от 25 до 44, 20,20 % — от 45 до 64, и 7,70 % — от 65 и старше. Средний возраст жителя прихода — 32 года. На каждые 100 женщин приходится 96,90 мужчин. На каждые 100 женщин старше 18 лет приходится 93,50 мужчин.
Средний доход на домохозяйство прихода составлял 44 288 USD, на семью — 50 626 USD. Среднестатистический заработок мужчины был 41 109 USD против 23 054 USD для женщины. Доход на душу населения составлял 17 858 USD. Около 10,70 % семей и 12,90 % общего населения находились ниже черты бедности, в том числе — 16,30 % молодежи (тех, кому ещё не исполнилось 18 лет) и 15,40 % тех, кому было уже больше 65 лет.